# Chenois
Chenois ist eine französische Gemeinde mit 80 Einwohnern (Stand 1. Januar 2022) im Département Moselle in der Region Grand Est (bis 2015 Lothringen). Sie gehört zum Arrondissement Sarrebourg-Château-Salins, zum Kanton Le Saulnois und zum Kommunalverband Saulnois.

## Geographie
Chenois liegt in Lothringen im Saulnois (Salzgau), an der rechten Seite des Ursprungs der Französischen Nied, 29 Kilometer südöstlich von Metz, zwölf Kilometer nördlich von Château-Salins, elf Kilometer nordöstlich von Delme, 22 Kilometer südwestlich von Saint-Avold (Sankt Avold) und 37 Kilometer nordöstlich von Nancy, zwischen den Nachbargemeinden Lesse im Nordosten und Holacourt im Südwesten, auf einer Höhe zwischen 226 und 311 Metern über dem Meeresspiegel. Das Gemeindegebiet umfasst 3,57 km² (362 Hektar).

## Geschichte
Der Ortsname entstand aus dem gallischen Wort Cassano und einer lateinischen Ortsnamensendung. Cassano bedeutet so viel wie Eichenwald. Chenois wurde erstmals 1505 als Chanoy urkundlich erwähnt.
Chenois bestand im Mittelalter und Ancien Régime aus zwei Teilen, einer gehörte zur Baronie von Viviers, die zur Grafschaft Salm und ab dem 14. Jahrhundert zum Marquisat von Pont-à-Mousson gehörte, das wiederum zum Herzogtum Bar gehörte. Der andere Teil gehörte der Abtei Sankt Arnulf in Metz, die wiederum zum Bistum Metz gehörte.
1793 erhielt Chenois im Zuge der Französischen Revolution (1789–1799) den Status einer Gemeinde und 1801 das Recht auf kommunale Selbstverwaltung. Noch vor 1806 wurden die beiden Teile von Chenois, die Gemeinden Chenois und Chenoy, zusammengeführt. Chenois gehörte von 1801 bis 1871 zum früheren Département Meurthe, das 1871 in Département Meurthe-et-Moselle umbenannt wurde.
Durch den Frankfurter Frieden vom 10. Mai 1871 kam die Region an das deutsche Reichsland Elsaß-Lothringen, und das Dorf wurde dem Kreis Château-Salins im Bezirk Lothringen zugeordnet. Die Dorfbewohner betrieben Getreide-, Obst- und Tabakbau.
Nach dem Ersten Weltkrieg musste die Region aufgrund der Bestimmungen des Versailler Vertrags 1919 an Frankreich abgetreten werden und wurde Teil des Département Moselle. Im Zweiten Weltkrieg war die Region von der deutschen Wehrmacht besetzt.
Chenois gehörte als französischsprachige Ortschaft zu den 247 letzten Gemeinden, deren Name am 2. September 1915 eingedeutscht wurde: Bis 1919 lautete der amtliche Ortsname Eichendorf.

### Bevölkerungsentwicklung
| Jahr      | 1962 | 1968 | 1975 | 1982 | 1990 | 1999 | 2007 | 2019 |
| Einwohner | 35   | 57   | 59   | 58   | 66   | 53   | 59   | 83   |

## Wappen
Das Wappen der Gemeinde ist in zwei Hälften geteilt. Auf der rechten Seite zeigt es auf blauem Grund einen goldenen Lachs, ein ganzes Kreuzchen und zwei halbe Kreuzchen, denn diese Seite entspricht dem Wappen des Herzogtums Bar. Die linke Seite zeigt einen halben goldenen Adler auf blauem Grund, denn die Abtei Sankt Arnulf hatte als Wappen den Adler des Apostels Johannes. In der Mitte ist als redendes Element eine grüne Eiche dargestellt, denn Chêne ist das französische Wort für Eiche.

## Infrastruktur
Der nächste Flughafen ist der Flughafen Metz-Nancy-Lothringen, er liegt 18 Kilometer nordwestlich von Chenois.